# 1337
1337 (MCCCXXXVII) a fost un an obișnuit al calendarului iulian, care a început într-o zi de vineri.

## Evenimente
- 1 mai: Marinizii din Maroc ocupă orașul Tlemcen de la dinastia abdalwadizilor, după doi ani de asediu.
- 24 mai: Regele Filip al VI-lea al Franței confiscă orașul Bordeaux și întreaga regiune Guyenne (Aquitania) de la vasalul său, regele Angliei Eduard al III-lea. Momentul marchează începutul Războiului de 100 de ani dintre Anglia și Franța (1337-1453). Motivul de ordin economic al războiului îl constituie embargoul impus lânii provenite din Anglia, care este interzisă în Flandra de către Filip al VI-lea. Rezultatul a fost victoria Casei de Valois, care devine dinastia moștenitoare a tronului francez.
- 7 octombrie: Eduard al III-lea al Angliei denunță omagiul de vasalitate față de Filip al VI-lea și revendică coroana Franței.
- 15 noiembrie: Împăratul german Ludovic al IV-lea conferă Ordinului teutonic privilegiul cuceririi Lituaniei și Rusiei; conducătorul lituanian Gedyminas reușește să îi respingă pe teutoni.
- 28 decembrie: Țesătorii flamanzi, conduși de Jacob van Artevelde, ocupă orașul Gand și îl alungă pe contele de Nevers.

### Nedatate
- Familia Scaligeri este alungată din Padova; Alberto dalla Scala se retrage la Verona.
- Se încheie foametea din China (începută de la 1333), care a provocat moartea a 6 milioane de persoane.
- Asediul Nicomediei. Turcii otomani ocupă Nicomedia (astăzi, Izmit).

## Arte, științe, literatură și filozofie
- Francesco Petrarca vizitează Roma pentru prima dată, fiind atras de antichitățile de aici; gustul pentru lumea clasică începe să se extindă în Italia.
- Universitatea din Paris condamnă învățăturile filosofului englez William Ockham.

## Înscăunări
- Mansa Maghan, conducător al Imperiului Mali (1337-1341).
- Petru al II-lea, ca rege al Siciliei, asociat de tatăl său, Frederic al II-lea (1337-1342)

## Nașteri
- Brancaleone Doria, nobil sard (d. 1409).
- Henric al III-lea, duce de Mecklemburg-Schwerin (d. 1383)
- Jean Froissart, cronicar francez, originar din Hainaut (d. 1405).
- Ludovic al II-lea, duce de Bourbon (d. 1410)
- Ștefan al III-lea, duce de Bavaria (d. 1413)

## Decese
- 8 ianuarie: Giotto di Bondone, 79 ani, pictor și arhitect italian (n.c. 1267)
- 7 iunie: Willem al III-lea, 50 ani, conte de Hainaut (n. 1286)
- 25 iunie: Frederic al II-lea, 64 ani, rege al Siciliei (n. 1273)

- Mansa Musa I, rege malian, considerat cel mai bogat om din lume (n. 1280)